# Lijst van Stolpersteine in Ede

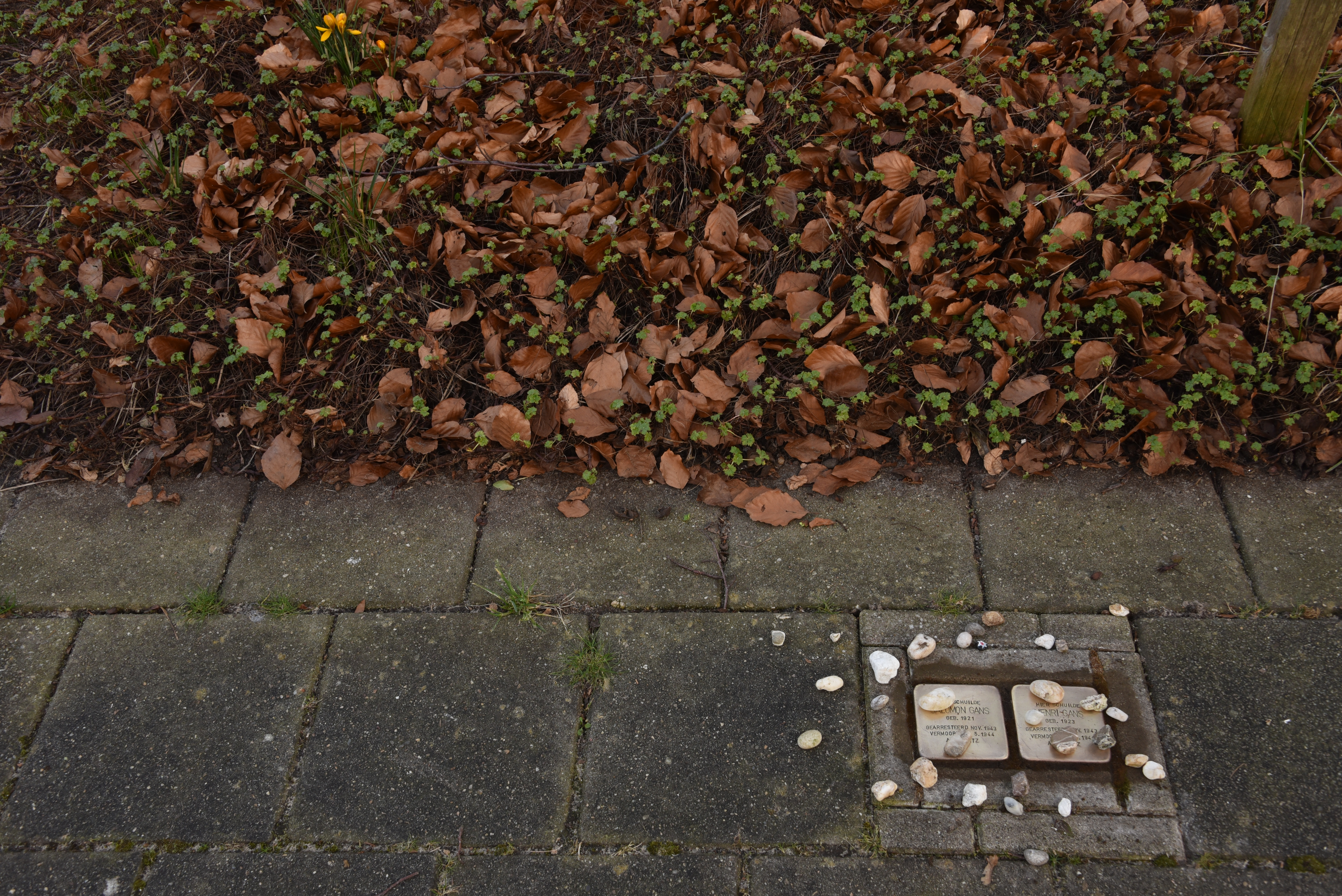
Stolpersteine voor Salomon en Henri Gans

De lijst van Stolpersteine in Ede geeft een overzicht van de gedenkstenen die in de gemeente Ede in de Nederlandse provincie Gelderland zijn geplaatst in het kader van het Stolpersteine-project van de Duitse beeldhouwer-kunstenaar Gunter Demnig.
Stolpersteine zijn opgedragen aan slachtoffers van het nationaalsocialisme, al diegenen die zijn verdreven, gedeporteerd, vermoord, gedwongen te emigreren of zelfmoord te plegen door het nazi-regime. Demnig legt voor elk slachtoffer een aparte steen, meestal voor de laatste zelfgekozen woning.
Omdat het Stolpersteine-project doorloopt, kan deze lijst onvolledig zijn.

## Stolpersteine
In de gemeente Ede liggen 24 Stolpersteine in het dorp Bennekom en negen in Otterlo.

### Bennekom
In Bennekom liggen 24 Stolpersteine op acht adressen.
| Afbeelding | Inscriptie | Adres                             | Herdachte persoon                       |
| ---------- | --- | --------------------------------- | --------------------------------------- |
|            | HIER SCHUILDE BERNARD BOUMAN GEB. 1921 GEARRESTEERD 2.4.1943 VERMOORD 16.4.1943 SOBIBOR                        | Bovenweg 25 Kaart (OSM)           | Bernard Bouman (1921-1943)              |
|            | HIER SCHUILDE FRANCISCA BOUMAN-GLASER GEB. 1889 GEARRESTEERD 2.4.1943 VERMOORD 16.4.1943 SOBIBOR               | Bovenweg 25 Kaart (OSM)           | Francisca Bouman-Glaser (1889-1943)     |
|            | HIER SCHUILDE SAMUEL BROMBERG GEB. 1891 GEARRESTEERD JULI 1943 VERMOORD 22.10.1943 AUSCHWITZ                   | Bosbeekweg Kaart (OSM)            | Samuel Bromberg (1891-1943)             |
|            | HIER WOONDE GÜNTHER FRANKENTHAL GEB. 1929 GEÏNTERNEERD 1943 WESTERBORK VERMOORD 28.2.1945 AUSCHWITZ            | Commandeursweg 29 Kaart (OSM)     | Günther Frankenthal (1929-1945)         |
|            | HIER WOONDE LUDWIG FRANKENTHAL GEB. 1885 GEÏNTERNEERD 1943 WESTERBORK VERMOORD 14.10.1944 AUSCHWITZ            | Commandeursweg 29 Kaart (OSM)     | Ludwig Frankenthal (1885-1944)          |
|            | HIER WOONDE WOLFGANG FRANKENTHAL GEB. 1931 GEÏNTERNEERD 1943 WESTERBORK VERMOORD 14.10.1944 AUSCHWITZ          | Commandeursweg 29 Kaart (OSM)     | Wolfgang Frankenthal (1931-1944)        |
|            | HIER WOONDE ILSE FRANKENTHAL- HINRICHSEN GEB. 1904 GEÏNTERNEERD 1943 WESTERBORK GEDEPORTEERD SALZWEDEL BEVRIJD | Commandeursweg 29 Kaart (OSM)     | Ilse Frankenthal-Hinrichsen (1904-1987) |
|            | HIER SCHUILDE WILHELMINA FRENK-LABZOWSKI GEB. 1897 GEARRESTEERD 4.9.1943 VERMOORD 24.9.1943 AUSCHWITZ          | Algemeer 32 Kaart (OSM)           | Wilhelmina Frenk-Labzowski (1897-1943)  |
|            | HIER SCHUILDE HENRI GANS GEB. 1923 GEARRESTEERD NOV. 1943 VERMOORD 31.5.1944 AUSCHWITZ                         | Schoolstraat 40 Kaart (OSM)       | Henri Gans (1923-1944)                  |
|            | HIER SCHUILDE SALOMON GANS GEB. 1921 GEARRESTEERD NOV. 1943 VERMOORD 31.5.1944 AUSCHWITZ                       | Schoolstraat 40 Kaart (OSM)       | Salomon Gans (1921-1944)                |
|            | HIER SCHUILDE FRITZ KAHN GEB. 1905 GEARRESTEERD 2.4.1943 VERMOORD 16.4.1943 SOBIBOR                            | Bovenweg 25 Kaart (OSM)           | Fritz Kahn (1905-1943)                  |
|            | HIER SCHUILDE JETTE KAHN- FREUDENBERGER GEB. 1872 GEARRESTEERD 2.4.1943 VERMOORD 16.4.1943 SOBIBOR             | Bovenweg 25 Kaart (OSM)           | Jette Kahn-Freudenberger (1872-1943)    |
|            | HIER SCHUILDE ERNST LUCAS GEB. 1901 GEARRESTEERD 16.3.1943 VERMOORD 16.7.1943 SOBIBOR                          | Alexanderweg 44 Kaart (OSM)       | Ernst Lucas (1901-1943)                 |
|            | ROBERT LUCAS GEB. 1938 GEARRESTEERD 15.3.1943 VERMOORD 16.7.1943 SOBIBOR                                       | Alexanderweg 44 Kaart (OSM)       | Robert Stephen Lucas (1938-1943)        |
|            | HIER SCHUILDE NATALIE LUCAS-INTRATOR GEB. 1907 GEARRESTEERD 16.3.1943 VERMOORD 16.7.1943 SOBIBOR               | Alexanderweg 44 Kaart (OSM)       | Natalie Lucas-Intrator (1907-1943)      |
|            | HIER SCHUILDE EMANUEL MANASSE GEB. 1882 GEARRESTEERD MAART 1943 VERMOORD 9.4.1943 SOBIBOR                      | Bosbeekweg Kaart (OSM)            | Emanuel Manasse (1882-1943)             |
|            | HIER SCHUILDE FANNY MANASSE- HARTOGSOHN GEB. 1885 GEARRESTEERD MAART 1943 VERMOORD 9.4.1943 SOBIBOR            | Bosbeekweg Kaart (OSM)            | Fanny Manasse-Hartogsohn (1885-1943)    |
|            | HIER SCHUILDE SALOMON MICHEELS GEB. 1877 GEARRESTEERD 4.9.1943 VERMOORD 30.9.1943 AUSCHWITZ                    | Algemeer 32 Kaart (OSM)           | Salomon Micheels (1877-1943)            |
|            | HIER WOONDE MAX PAGELSOHN GEB. 1884 GEÏNTERNEERD 1943 WESTERBORK VERMOORD 23.4.1943 SOBIBOR                    | Prins Bernhardlaan 28 Kaart (OSM) | Max Pagelsohn (1884-1943)               |
|            | HIER WOONDE TONI PAGELSOHN- PROSKAUER GEB. 1888 GEÏNTERNEERD 1943 WESTERBORK VERMOORD 23.4.1943 SOBIBOR        | Prins Bernhardlaan 28 Kaart (OSM) | Toni Pagelsohn-Proskauer (1888-1943)    |
|            | HIER SCHUILDE HANS NICO RIPPE GEB. 1926 GEARRESTEERD 8.6.1943 VERMOORD 2.7.1943 SOBIBOR                        | Lindelaan 16 Kaart (OSM)          | Hans Nico Rippe (1926-1943)             |
|            | HIER SCHUILDE HESSEL RIPPE GEB. 1894 GEARRESTEERD 8.6.1943 VERMOORD 2.7.1943 SOBIBOR                           | Lindelaan 16 Kaart (OSM)          | Hessel Rippe (1894-1943)                |
|            | LION RIPPE GEB. 1923 GEARRESTEERD 23.6.1943 VERMOORD 16.7.1943 SOBIBOR                                         | Lindelaan 16 Kaart (OSM)          | Lion Rippe (1923-1943)                  |
|            | HIER SCHUILDE JEANETTE RIPPE-LEVISON GEB. 1900 GEARRESTEERD 8.6.1943 VERMOORD 2.7.1943 SOBIBOR                 | Lindelaan 16 Kaart (OSM)          | Jeanette Rippe-Levison (1900-1943)      |

### Otterlo
In Otterlo liggen negen Stolpersteine op drie adressen.
| Afbeelding | Inscriptie | Adres            | Herdachte persoon                       |
| ---------- | --- | ---------------- | --------------------------------------- |
|            | HIER WOONDE ERNST-LUDWIG HUGO MEIJER GEB. 1917 ONDERGEDOKEN DEC-1942 DEN HAAG GEARRESTEERD 6-5-1943 GEDEPORTEERD UIT WESTERBORK VERMOORD 21-5-1943 SOBIBOR | Arnhemseweg 90   | Ernst-Ludwig Hugo Meijer (1917-1943)    |
|            | HIER WAS ONDERGEDOKEN JOSEPH ROSENBERG GEB. 1908 GEARRESTEERD 25-1-1944 GEDEPORTEERD UIT WESTERBORK VERMOORD 14-4-1945 DACHAU                              | Arnhemseweg 4    | Joseph Rosenberg (1908-1945)            |
|            | HIER WAS ONDERGEDOKEN JENNIJ ROSENBERG- VAN BIENEN GEB. 1873 GEARRESTEERD 25-1-1944 GEDEPORTEERD UIT WESTERBORK VERMOORD 11-2-1944 AUSCHWITZ               | Arnhemseweg 4    | Jennij Rosenberg-van Bienen (1873-1944) |
|            | HIER WAS ONDERGEDOKEN SOPHIE ROSENBERG- HENDLER GEB. 1907 ONTSNAPT AAN ARRESTATIE 25-1-1944 ONDERGEDOKEN OTTERLO BEVRIJD                                   | Arnhemseweg 4    | Sophie Rosenberg-Hendler (1907-1991)    |
|            | HIER WAS ONDERGEDOKEN EDGAR VAN VEEN GEB. 1929 GEARRESTEERD 25-1-1944 GEDEPORTEERD UIT WESTERBORK VERMOORD 6-3-1944 AUSCHWITZ                              | Hoenderloseweg 6 | Edgar van Veen (1929-1944)              |
|            | HIER WAS ONDERGEDOKEN MAX VAN VEEN GEB. 1902 ONTSNAPT AAN ARRESTATIE 25-1-1944 ONDERGEDOKEN HOENDERLOO BEVRIJD                                             | Hoenderloseweg 6 | Max van Veen (1902-1992)                |
|            | HIER WAS ONDERGEDOKEN ONNO VAN VEEN GEB. 1932 ONTSNAPT AAN ARRESTATIE 25-1-1944 ONDERGEDOKEN HOENDERLOO BEVRIJD                                            | Hoenderloseweg 6 | Onno van Veen (1932-1986)               |
|            | HIER WAS ONDERGEDOKEN SANDRA JOYCE VAN VEEN GEB. 1939 GEARRESTEERD 25-1-1944 GEDEPORTEERD UIT WESTERBORK VERMOORD 6-3-1944 AUSCHWITZ                       | Hoenderloseweg 6 | Sandra Joyce van Veen (1939-1944)       |
|            | HIER WAS ONDERGEDOKEN ALICE ERIKA VAN VEEN-KAHN GEB. 1904 GEARRESTEERD 25-1-1944 GEDEPORTEERD UIT WESTERBORK VERMOORD 6-3-1944 AUSCHWITZ                   | Hoenderloseweg 6 | Alice Erika van Veen-Kahn (1904-1944)   |

## Data van plaatsingen
- 11 augustus 2017: Bennekom, 21 Stolpersteine aan Aagmeer 32, Alexanderweg 44, Bovenweg 23, Commandeursweg 29, Lindelaan 16, Prins Bernhardlaan 28, Schoolstraat 40
- 27 september 2017: Bennekom, drie Stolpersteine aan Bosbeekweg
- 14 april 2023: Otterloo, negen Stolpersteine aan Arnhemseweg 4, Arnhemseweg 90, Hoenderloseweg 6